# Wolf Traut
Wolf Traut (1485, Norimberk – 1520, tamtéž) byl německý renesanční malíř a dřevorytec, spolupracovník Albrechta Dürera a nezávislý mistr.

## Život

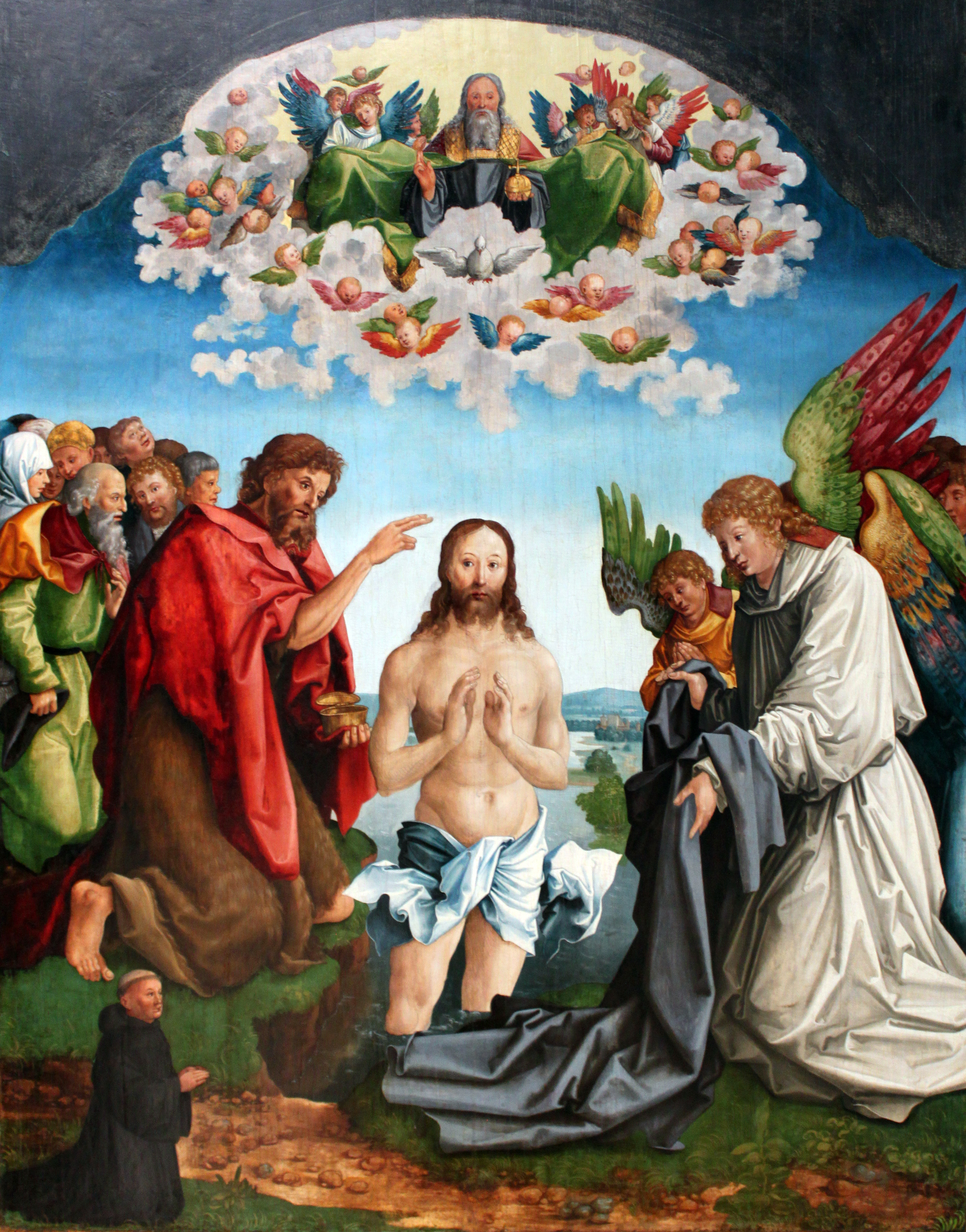
Křest Kristův

Wolf Traut se narodil v Norimberku jako syn malíře a zlatníka Hanse Trauta (asi 1460–1516), který přišel do Norimberku roku 1477 ze Špýru. Vyškolil se u svého otce a možná byl také studentem Michaela Wolgemuta. Kolem roku 1504 začal pracovat v dílně Albrechta Dürera. Spolu s Hansem Baldungem a Hansem Leonhardem Schäufelinem vytvořil dřevoryty pro knihu Der Gart beschlossen Marie Rosenkrantz vydavatele Ulricha Pindera. Během Dürerova pobytu v Itálii (1505–1507) byl pravděpodobně asistentem Hanse von Kulmbach. V roce 1511 byl Wolf Traut nezávislým mistrem vlastní dílny, která se zabývala malbou oltářních obrazů, spolupracovala s řezbáři a dodávala skříňové oltáře. I později spolupracoval s Dürerem a v letech 1512–1513 se podílel na dřevořezech pro ambiciózní projekt císaře Maxmiliána I. (Triumfální oblouk). Jeho nejrozsáhlejším dřevořezbářským dílem je 51 listů pro Bonaventurovu knihu Život sv. Františka ("Legend des heiligen Vatters Francisci").

## Dílo

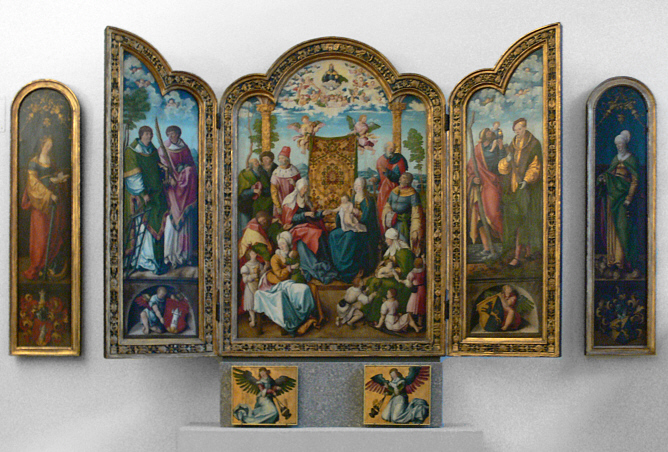
Wolf Traut, Oltář z Artelshofen

Pro Trautovu malbu jsou charakteristické zářivé a jasné barvy připomínající Dürera. Rámy jeho deskových obrazů jsou zdobeny v italském stylu jako trojité vyřezávané arkády.
Prvním významným dílem Wolfa Trauta je rozměrný polyptych pro Johanniskirche v Norimberku (1511–1512), kde je ještě patrný vliv Dürera a Martina Schongauera. Nejpůsobivějším Trautovým dílem je hlavní oltář pro Lorenzkirche v Norimberku z roku 1514 (později kostel v Artelshofen, nyní Bayerisches Nationalmuseum Mnichov). V letech 1513–1518 vytvořil tři oltáře a portrét pro opaty Sebalda Bambergera a Johannese Wencka v cisterciáckém opatství v Heilbronnu. Na hlavním oltáři s Křtem Kristovým se podílel i jeho otec Hans. Další oltáře pro opatství byly zasvěceny sv. Petru a Pavlu, sv. Uršule a sv. Mořici a Vincentovi. Jako sochaři se na nich podíleli Peter Strauß (1480–1520) z Nördlingen a Peter Trünklin. Traut byl také zručným malířem portrétů (Portrét dámy (1510), Madrid, Thyssen-Bornemisza, Sebald Bamberger (1516–1518), Heimatmuseum Heilbronn)
Před svou smrtí roku 1520 začal pracovat na dřevořezbách pro knihu "Halle´sche Heiligtumsbuch", kterou objednal kardinál Albrecht von Brandenburg. Kniha obsahuje 234 dřevořezů, které kromě Trauta zhotovili další dva umělci.